# Хиросима (префектура)
Хиросима (яп. 広島県 Хиросима-кэн) — префектура Японии, расположенная в регионе Тюгоку на острове Хонсю. В её состав входят также 140 островов Внутреннего Японского моря. Административный центр префектуры — город Хиросима.

## Общие сведения
Префектуру Хиросима часто называют «Японией в миниатюре». Северные и центральные части префектуры покрыты густыми горными лесами, а южные имеют выход к богатому рыбой Внутреннему Японскому морю. Эта административная единица является одним из главных центров автомобилестроения, коммерции, сельского хозяйства и рыболовства в Японии.
На территории префектуры размещаются два достояния Всемирного наследия ЮНЕСКО — остров Миядзима со святилищем Ицукусима и Мемориал мира в городе Хиросима.
До 1876 года, когда произошло административное деление префектур, на современной территории префектуры Хиросима существовали две административные единицы — провинции Аки (западная часть) и Бинго (восточная часть). Отголоском этого исторического разделения остаётся диалектическое различие между регионами.
По состоянию на 2007 год в префектуре Хиросима располагаются 14 больших городов и 9 посёлков.

## Символы префектуры
- Эмблема префектуры

Эмблема префектуры Хиросима — стилизованное изображение знака ヒ (хи) японской азбуки катакана, с которого начинается слово «Хиросима» (ヒロシマ). Эмблема, вписанная в круг - символ гармоничности и сплочённости жителей префектуры. Утверждена 16 июля 1968 года префектурным постановлением № 572. Иногда эмблему префектуры называют «префектурным гербом».
- Знак-символ префектуры

Отдельный знак-символ префектуры Хиросима отсутствует. Обычно эмблема используется как знак-символ префектуры.
- Флаг префектуры

Положение о флаге префектуры Хиросима было утверждено вместе с постановлением об эмблеме префектуры 16 июля 1968 года. Согласно ему, соотношение сторон флага равняется 2 к 3. В центре размещена эмблема префектуры, равная 3 / 5 высоты полотнища. Цвет флага — бордовый, а эмблемы — белый.
- Дерево префектуры

Японский клён (Acer palmatum) распространён на всей территории префектуры Хиросимы. Сандан-кё, Таисяку-кё и Миядзима являются самыми живописными местами, где растут эти деревья. Осенью листья клёна меняет цвет, привлекая местных жителей и иностранных туристов. Клён утверждён деревом префектуры Хиросима 12 сентября 1966 года.
- Цветок префектуры

Цветок-символ префектуры Хиросима отсутствует. Вместо цветка используются листья японского клёна, которые краснеют осенью и напоминают цветы.
- Птица префектуры

Птицей-символом являются краснозобая гагара (Gavia stellata), которую можно увидеть каждую зиму на побережье Внутреннего Японского моря, особенно в окрестностях острова Тоёсима префектуры Хиросима. Гагара была утверждена птицей префектуры 13 июля 1964 года.
- Морской символ префектуры

Устрица считается символом префектуры Хиросима. Последняя занимает первое место по выращиванию этого продукта и славится на всю Японию разнообразными блюдами из устриц.

## География
Префектура Хиросима расположена на западе острова Хонсю, в центре региона Тюгоку. Она граничит на западе с префектурой Ямагути, на севере с префектурой Симане и на востоке с префектурой Окаяма.
Префектура Хиросима является самой крупной административной единицей в этом регионе — её площадь составляет 8 479,03 км². Почти всю её территорию занимают невысокие горы и возвышенности. На юге, возле побережья Внутреннего Японского моря, расположены небольшие равнины Хиросима и Фукуяма. С северо-востока на юго-запад пролегает основная горная гряда Тюгоку. Высота гор этой гряды различается от 1300 м на востоке до 400 м на западе. Наивысшая точка префектуры — гора Осоракан (1346,4 м). Западная часть гряды Тюгоку является частью Квазинационального парка «Ниси Тюгоку Санти». Эта гряда известна живописными каньонами Сандан-кё и Таисяку-кё. Последний входит в Квазинациональный парк «Хиба Дого Таисяку».
На территории префектуры Хиросима протекает 505 рек. Лишь незначительная часть из них являются крупными и полноводными. Наибольшей рекой префектуры является река Ота протяжённостью 102,9 км, речной бассейн которой занимает площадь 1710 км². Она впадает во Внутреннее Японское море в районе города Хиросимы и, вместе с другими реками, формирует так называемую «Хиросимскую дельту». Основной рекой равнины Фукуяма является река Асида, которая впадает во Внутреннее Японское море, а низины Миёси — река Го, которая протекает по территории префектур Хиросима и Симане и впадает в Японское море.
Береговая линия префектуры Хиросима сильно изрезана, что позволяет возводить на побережье Внутреннего Японского моря порты. Крупнейшие из них находятся в городах Хиросима, Фукуяма, Куре, Ономити и Михара. Почти вся береговая линия вместе с близлежащими островами являются частью Национального парка «Сэто-Найкай».
Климат префектуры сильно отличается на севере и на юге. Для прибрежных районов и островов Внутреннего японского моря характерен средиземноморский климат с тёплыми зимами и жарким летом. На севере префектуры, в горных районах, преобладает умеренный климат с холодными зимами и тёплым летом. В целом, средняя температура по префектуре Хиросима составляет +5,3 °C в январе и +26,9 °C в июле. Количество осадков в год — 1540.6 мм.

## История
- Доисторический период

Современная территория префектуры Хиросима была заселена во времена позднего палеолита. Свидетельством этого является стоянка первобытных людей Нисикагара (современный город Хигасихиросима), которая датируется 25.000 до н. э. Вероятно, потомки палеолитичной популяции стали создателями неолитической культуры Дзёмон (10.000 — 2.000 лет до н. э.). Её памятники находят в каньоне Таисяку-кё. Период Яёй — пора появления на Японских островах рисоводства и обработки металлов — представлена раковинными насыпями Накаяма (современный город Хиросима) и рядом поселений, преимущественно в прибрежной зоне префектуры.
- Древность

В период Кофун (3 — 7 век) часть земель современной префектуры Хиросима входила в состав протогосударственного образования Киби. Свидетельством этого являются курганы знати, крупнейшие из которых находятся на территории современного города Хигасихиросима, так называемые курганы Мицудзё (三ツ城古墳). К началу 7 века Киби была ликвидирована монархами государства Ямато, которые около 684 года установили на её землях новые административные единицы — провинции Аки и Бинго. В 741 году в обеих провинциях были возведены первые буддистские храмы Кокубундзи, задачей которых было распространение новой религии и усиление авторитета императорского дома Японии. В период Хэйан (794—1185) земли Аки и Бинго стали одними из центральных владений рода Тайра, который во 2-й половине 12 века установил в стране первую самурайскую диктатуру.
- Средние века

В период Камакура (1185—1333) и период Муромати (1338—1575) роль провинций Аки и Бинго как важных социально-экономических центров Японии возросла. Остров Миядзима с известным святилищем Ицукусима в Аки и порт Томо в Бинго служили важными транспортными пунктами на пути из Кюсю в столицу Киото через Внутреннее Японское море. Оживлённая морская торговля и частые посольства из заграницы, которые проходили через территорию современной префектуры Хиросима, стали причинами появления в прибрежных районах отрядов пиратов.
К середине XVI века небольшой самурайский род Мори из провинции Аки, под руководством самурайского лидера Мори Мотонари, смог объединить весь регион Тюгоку под своей властью. Центром владений рода Мори стал построенный в 1590-х годах замок Хиросима в дельте реки Ота.
- Период Эдо

После битвы при Сэкигахаре в 1600 году род Мори потерял свои владения на территории современной префектуры Хиросима. Новым хозяином Аки и Бинго был назначен Фукусима Масанори. Однако из-за нарушения законодательных положений, установленных сёгунатом Токугава, его земли были конфискованы. С 1619 года Аки была предоставлена роду Асано, а Бинго — роду Мидзуно (позже родам Мацудайра и Абэ). Эти правители управляли провинциями в течение всего периода Эдо (1603—1867).
В конце XVIII века во владениях рода Асано был создан научный центр, который занимался исследованием конфуцианства. Его членом был известный японский историк и философ Рай Санъё, сторонник националистического учения кокугаку, автор «Неофициальной истории Японии» (1848), которая оказала большое влияние на участников реставрации Мэйдзи. С начала XIX века территории современной префектуры Хиросима превратились в один из форпостов философии кокугаку.
- Новое время

В 1871 году, после падения сёгуната и реставрации Мэйдзи, провинции Аки и Бинго были объединены в префектуру Хиросима. Во время Первой японско-китайской войны города Хиросима и Куре превратились в центры Императорской армии и флота. С начала XX века в префектуре было расположено много предприятий тяжёлой промышленности, особенно военно-промышленного комплекса. Из-за своего важного стратегического значения, центр префектуры — Хиросима — подвергся первой в мире атомной бомбардировке, осуществлённой американцами 6 августа 1945 года во время Второй мировой войны. После войны префектура Хиросима стала символом мира во всем мире. Она была одним из всеяпонских центров, которые способствовали возрождению и скачкообразному росту японской экономики.

## Основные события
| Дата | Событие |
| 684  | Основание провинций Аки и Бинго на территории современной префектуры Хиросима.                                     |
| 741  | Возведение буддистских храмов Кокубундзи в обеих провинциях.                                                       |
| 1168 | Большая перестройка святилища Ицукусима под руководством Тайра но Киёмори.                                         |
| 1555 | Битва при Ицукусиме. Род Мори начинает завоевание региона Тюгоку.                                                  |
| 1568 | Строительство замка Хиросима.                                                                                      |
| 1600 | Потеря родом Мори владений в Аки и Бинго. Назначение Фукусимы Масанори новым хозяином этих провинций.              |
| 1619 | Род Асано становится обладателем провинции Аки, а род Мидзуно — провинции Бинго.                                   |
| 1849 | Рай Саньё издаёт книгу «Неофициальная история Японии».                                                             |
| 1871 | Образование префектуры Хиросима путём объединения Аки и Бинго в одну административную единицу.                     |
| 1894 | Размещение в префектуре главного штаба Вооружённых сил Японской империи во время Первой японско-китайской войны.   |
| 1940 | Спуск на воду в городе Куре крупнейшего корабля времён Второй мировой войны, линкора Ямато.                        |
| 1945 | Ядерная бомбардировка Хиросимы.                                                                                    |
| 1949 | Основание университета Хиросимы.                                                                                   |
| 1955 | Открытие Музея мемориала мира в городе Хиросима.                                                                   |
| 1996 | Внесение Хиросимского мемориала мира и святилища Ицукусима в список Всемирную наследия ЮНЕСКО.                     |
| 2006 | Интеграция многих деревень и городков префектуры в крупные города. Так называемая «Большая интеграция лет Хэйсэй». |

## Административно-территориальное деление
В префектуре Хиросима расположено 14 городов и 5 уездов (9 посёлков).

### Города
Список городов префектуры:
| - Акитаката; - Куре; - Миёси; - Михара; - Ономити; - Отакэ; - Сёбара; | - Такехара; - Фукуяма; - Футю; - Хацукаити; - Хигасихиросима; - Хиросима; - Этадзима. |

### Уезды
Посёлки по уездам:
| - Аки; - Кайта; - Кумано; - Сака; - Футю; | - Ямагата; - Акиота; - Китахиросима; - Тоёта; - Осакикамидзима; | - Сера; - Сера; - Дзинсеки; - Дзинсекикоген. |

## Власть
Согласно статье 92 Конституции Японии, префектура Хиросима, как и другие префектуры, имеет право на самоуправление. Оно реализуется через общие выборы каждые 4 года, по результатам которых формируются представительные органы власти — Совет и префект. Избирательное право имеют исключительно жители префектуры — граждане Японии. В соответствии с принципом разделения властей Совет префектуры (议会) и префект (知事) с префектурным правительством относятся к исполнительной власти. Однако по характеру и содержанию деятельности Совет может быть классифицирован как законодательный орган. Судебная власть префектуры представлена судами низшего уровня.

### Совет
- Совет префектуры[6]

Совет префектуры Хиросима является высшим представительным органом власти. Этот совет состоит из 66 депутатов, избираемых на 4 года путём всеобщего, прямого и тайного голосования. Треть мест в нём принадлежит депутатам Хиросимы, центра префектуры. В число главных функций Совета входит разработка, принятие новых и реформирование существующих ордонансов и подзаконных актов (条例) префектуры, а также одобрение бюджета. Совет возглавляется председателем и его заместителем, которые избираются депутатами. Последние формируют постоянные и специальные комитеты, главы которых также избираются голосами депутатов Совета. Члены Совета имеют право утверждать или отклонять кандидатуру заместителя префекта, заведующего финансами префектурного правительства и членов комитета образования. Также Совет проводит регулярные проверки на местах по реализации принятых ею законодательных положений. На Совет также возлагается обязанность посредника между центральным правительством и жителями префектуры.

### Правительство
- Префект (губернатор)[7].

Глава исполнительной власти и правительства префектуры называется префектом (иногда губернатором). Его выбирают сроком на 4 года жители префектуры. Префект не вправе совмещать должности в Парламенте Японии и Совете префектуры. В его функции входят составление и исполнение бюджета префектуры, представление законопроектов в Совет, налогообложение и сбор пошлин, утверждение бюджетов советов низшего префектурного уровня, инспекция финансов, управление имуществом и публичными учреждениями префектуры, назначение должностных лиц в правительство префектуры, контроль над региональными и областными администрациями и полицией. Кроме этого, префект имеет право на роспуск Совета префектуры в случае её неизбрания. Пока[когда?] действующим префектом префектуры Хиросима является Фудзита Юдзан, беспартийный.
- Правительство префектуры

Правительство состоит из префекта, его заместителя (副知事), заведующего финансами (出纳长) и исполнительных комитетов. Последние, по закону, делятся на постоянные и специальные. К первым относятся комитеты внутренних дел, финансов, отдела кадров, здоровья, образования и труда. Ко вторым — комитеты сельского хозяйства, рыболовства, связи, торговли, промышленности и другие, в зависимости от потребностей префектуры. На правительство возлагается выполнение положений Совета и указаний префекта.

### Судебная власть
Судебная власть в префектуре Хиросима представлена судами низшего уровня, то есть всеми судами кроме, Верховного. Наивысшей судебной инстанцией в префектуре и в целом регионе Тюгоку является Хиросимский высший суд. Кроме него, на территории префектуры действуют 5 районных и семейных судов, которые имеют 18 и 8 представительств соответственно, и 41 общий суд.

### Городская власть
Кроме центральной власти префектуры также существуют представительные органы власти городов. Их структура подобна префектурной. Все 23 города префектуры Хиросима имеют Совет и правительство во главе с мэром. По закону о самоуправлении, городские администрации имеют широкую автономию, однако важные вопросы финансов, образования, труда и охраны порядка решаются центральным правительством префектуры.
Поскольку Совет, правительство префектуры, штаб-квартира префекта и Хиросимский высший суд находятся в городе Хиросима, он считается административным центром префектуры (県庁所在地).

## Демография
Префектура Хиросима является одной из наиболее заселённых префектур Японии.
По приблизительным подсчётам, проведённым на 1 августа 2008, население префектуры составляло 2 870 008 жителей, а плотность — 338,5 чел./км².
По сравнению с 2000 годом оно сократилось на 2153 человек, то есть уменьшилось на 0,1 %. Плотность населения префектуры составляет 339,3 чел./км². Большая часть населения проживает в южной части префектуры.
- Половой и возрастной состав

На 1 октября 2005 года половой состав населения префектуры Хиросима является следующим: 1 390 176 человек — мужчины, 1 486 586 — женщины. Соотношение обоих полов составляет 93,5 %.
По количеству новорождённых префектура Хиросима занимает 22 место среди 47 префектур Японии, а по количеству пожилого населения (свыше 65 лет) — 30 место. Молодое нетрудоспособное население префектуры Хиросима составляет 13,7 %. Как в целом и вся страна, префектура страдает от «старения нации» и нехватки рабочих рук.
Ниже приведены данные за 1 марта 2004 года:
1 октября 2004 

Подсчёт по возрасту (в тысячах)
| Возраст     | Количество чел. |
| ----------- | --------------- |
| 0 — 4       | 132             |
| 5 — 9       | 137             |
| 10 — 14     | 137             |
| 15 — 19     | 147             |
| 20 — 24     | 170             |
| 25 — 29     | 189             |
| 30 — 34     | 218             |
| 35 — 39     | 184             |
| 40 — 44     | 169             |
| 45 — 49     | 173             |
| 50 — 54     | 209             |
| 55 — 59     | 228             |
| 60 — 64     | 195             |
| 65 — 69     | 162             |
| 70 — 74     | 146             |
| 75 — 79     | 123             |
| 80 (и выше) | 158             |

1 октября 2004 

Подсчёт по полу (в тысячах)
| Мужчины | Возраст     | Женщины |
| ------- | ----------- | ------- |
| 68      | 0 — 4       | 64      |
| 70      | 5 — 9       | 67      |
| 71      | 10 — 14     | 66      |
| 75      | 15 — 19     | 72      |
| 87      | 20 — 24     | 83      |
| 95      | 25 — 29     | 94      |
| 108     | 30 — 34     | 110     |
| 91      | 35 — 39     | 93      |
| 84      | 40 — 44     | 85      |
| 86      | 45 — 49     | 87      |
| 104     | 50 — 54     | 105     |
| 113     | 55 — 59     | 115     |
| 94      | 60 — 64     | 101     |
| 76      | 65 — 69     | 86      |
| 65      | 70 — 74     | 81      |
| 51      | 75 — 79     | 72      |
| 51      | 80 (и выше) | 107     |

- Национальный состав

Подавляющее большинство населения префектуры Хиросима — японцы. Кроме них в ней проживают 27 178 иностранцев, что составляет около 0,9 % всего населения префектуры. По количеству иностранцев префектура Хиросима занимает 16 место среди 47 префектур Японии (общее количество иностранцев в стране 1 555 505 человек). Среди представителей других наций префектуры больше всего корейцев (33 %), китайцев (27,1 %) бразильцев (13 %) и филиппинцев (10,7).

## Экономика
- История

В течение первой половины XX века префектура Хиросима была одним из главных промышленных центров Японии, изготовлявших продукцию для императорской армии и флота. После поражения Японии во Второй мировой войне предприятия машиностроительной и судостроительной отрасли, а также сталеварная промышленность префектуры встали на «мирные рельсы». В 1950—1980-х годах местные предприятия образовывали так называемый промышленный район Внутреннего японского моря, товарооборот продукции которого на 1994 год был самым высоким в Западной Японии. Во время депрессии японской экономики в 1990-х годах ряд предприятий были переведены в префектуру Фукуока, что негативно отразилось на хозяйстве Хиросимы. Однако после реализации японским правительством курса экономических реформ, префектура Хиросима вернула себе позиции промышленного лидера западных регионов страны.
Одной из главных проблем хозяйства префектуры Хиросима было унаследованное от имперских времён чрезмерное количество предприятий тяжёлой промышленности. Сейчас эта проблема решается путём поощрения и увеличения количества предприятий, занимающихся разработкой и продажей информационных и цифровых технологий. За счёт этого достигается оптимальный баланс экономики префектуры. После проблемных 1990-х крупные предприятия быстро восстановили свой потенциал, однако фирмы среднего и малого бизнеса выходят из депрессии медленно.
Большинство штаб-квартир старых и новых предприятий префектуры расположены в городе Хиросима. Вторым по значению важным экономическим центром является город Фукуяма.
- ВВП

На 2002 год ВВП префектуры Хиросима составлял 10,8018 триллионов иен. Его доля в ВВП страны составляет около 2,3-2,5 %. По показателям ВВП префектура занимает 12-е место среди остальных 47 префектур Японии. Наибольшую прибыль префектуре дают предприятия, занятые в промышленности (20.9 %), торговле (18,2 %), недвижимости (13 %) и различных видах сервиса и услуг (18,6 %)
Средний доход жителя префектуры Хиросима составляет 2804 миллиона иен в год. По этому показателю Хиросима занимает 16-е место среди остальных 47 префектур Японии.

## Секторы экономики
Особенностью структуры хозяйства префектуры Хиросима является постоянный рост предприятий третичного сектора экономики, постепенное сокращение рабочих во вторичном секторе и резкое уменьшение занятых в первичном секторе экономики. Такая тенденция наблюдается с конца 1960-х годов по сегодняшний день. Наибольшее оживление имеет место среди малого и среднего бизнеса — прежде всего торговых фирм и предприятий, предлагающих различные виды сервиса.
Численность населения префектуры, которое занято на предприятиях составляет около 1,4 млн человек. Процент безработных составляет 4,8 %.
Одной из наибольших угроз для экономики префектуры является постепенное «старение нации» и низкая рождаемость. Нехватку рабочих рук предлагают решать путём привлечения иммигрантов или ещё большей автоматизацией производства и услуг.

### Первичный сектор экономики
В этом секторе экономики занято около 5 % населения префектуры Хиросима.
- Сельское хозяйство

Основной земледельческой культурой префектуры является рис. Однако из-за постоянного сокращения посевных площадей и высокого спроса на землю под жилье и новые предприятия, урожаи относительно невелики — в среднем 502 кг с 10 а. Помимо риса в префектуре выращивают шпинат, инжир, виноград, мандарин и хассаку. Земледелие носит прикладной характер. Им занимаются в основном пожилые люди. Скотоводство в префектуре почти не развито, что является традиционным для Японии.
- Лесничество

Около 70 % территории префектуры Хиросима покрыто лесами, но они практически не используются в экономических целях. Древесина прибывает из Северной Японии и зарубежья — лесов Юго-Восточной Азии. Префектура Хиросима поставляет на внутренний рынок лишь японские красные и чёрные сосны, которые используются преимущественно в садоводстве. Кроме этого, она занимает первое место в Японии по выращиванию лесных грибов мацутакэ, которые часто применяются в качестве приправы в японской национальной кухне.
- Рыболовство

Префектура Хиросима является одним из лидеров Японии в рыболовстве. Начиная с 17 века и по сегодняшний день, она неизменно занимает позиции общенационального лидера в выращивании устриц (55 % всех общенациональных ферм). Также, в тихих и мелководных водах Хиросимского залива в небольшом количестве выращивают искусственный жемчуг.

### Вторичный сектор экономики
В этом секторе занято около 35 % населения префектуры Хиросима
- Промышленность

Префектура Хиросима не имеет собственных природных ресурсов, поэтому её промышленность зависит от поставок сырья из заграницы. Основными отраслями являются машиностроение (предприятие «Мазда Мотор Корпорейшн», сталеварная промышленность (предприятие «Джей-Эф Стил» ) и кораблестроение (предприятие «Исикава-Хариму Хеви Индастриз» )
Другими важными отраслями, из которых префектура получает прибыль, является производство полупроводников и компьютерных чипов, цифровые технологии, химическая и пищевая промышленность.
- Традиционные ремесла

Префектура Хиросима издавна известна производством следующих традиционных изделий, которые имеют славу лучших по всей Японии. Это буддистские алтари буцудан из Хиросимы, кисти для каллиграфии из Кумано, кото и гета из Фукуямы.

### Третичный сектор экономики
В этом секторе занято около 60 % населения префектуры Хиросима
- Электростанции

Электростанции в префектуре Хиросима находятся под управлением предприятия «Тюгоку Дэнрёку», которое является монополистом на рынке электроэнергии в регионе Тюгоку. На территории префектуры оно контролирует гидроэлектростанцию в Набаре и тепловую электростанцию в городе Осакикамидзима.
- Перевозки и коммуникации

В префектуре Хиросима большую долю перевозок осуществляет бывшее государственное предприятие, железнодорожная компания «Джей ар Ниси Ниппон» и её дочерняя фирма «Тюгоку джей-ар басу». Пересылкой почты и грузов занимается государственная «Японская почта», которая в 2009 году будет приватизирована. Крупнейшим негосударственным предприятием, которое занимается перевозками, является «Фукуяма Цуун». На рынке коммуникаций представлены лишь токийские компании всеяпонского масштаба.
- Финансы

Помимо филиалов мировых банков, в префектуре Хиросима находятся штаб-квартиры нескольких региональных банковских групп. Крупнейшими из них являются «Банк Хиросима» () и «Банк Момидзи». Кроме этого жители префектуры часто используют для своих сбережений Японскую почту, которая в отличие от почтовых служб других стран предоставляет пользователям банковский сервис. Также, в префектуре существует 12 кредитных союзов, которые выдают кредиты предприятиям и рядовым гражданам.
- Коммерция

С 1990-х префектура Хиросима стала одним из главных коммерческих центров Японии. На территории префектуры размещено свыше 40 супермаркетов и специальных магазинов крупных предприятий Аояма, Фудзи, Дайсё, Идзуми и других. Существует немало фирм среднего и малого бизнеса, которые сосредоточены в основном на продаже блюд, одежды, аксессуаров, книг и машин. Крупнейшим продавцом компьютеров и бытовой техники является компания ДЕО-ДЕО.

## Образование
Координацией образования в префектуре занимается Комитет образования префектурного правительства, в обязанность которого входит выполнение государственных образовательных программ и обеспечение благоприятного климата для учебных заведений высшего уровня аккредитации и исследовательских центров, как национальных так и частных. В целом, в префектурном бюджете на 2007 год около 26 % всех средств предусмотрены на развитие образования.
- Дошкольное образование

Начальное образование
Дошкольное образование не является обязательным, однако большинство родителей стараются подготовить своих детей к начальной школе.
Существует два типа дошкольных учреждений — центры воспитания (保育園) и детские сады (幼稚園). Первые предназначены для заботы о детях, чьи родители не имеют возможности ухаживать за ними из-за работы или болезни, а вторые — имеют целью предоставлять детям полноценное дошкольное образование, готовя их к поступлению в начальную школу. Оба типа заведения делятся на государственные (2), публичные (123) и частные (212). Общее количество всех дошкольных учреждений на территории префектуры Хиросима составляет 337 учреждений
Начальное и среднее образование в Японии является обязательным. Количество начальных школ составляет 607, а средних — 286. Жители префектуры могут выбирать между бесплатными государственными (3 начальных и 4 средних) и платными публичными (597 начальных и 254 средних) и частными школами (7 начальных и 28 средних). Обязательным набором предметов является государственный язык, математика, природоведение, обществоведение и иностранный язык. Каждый из предметов делится на ряд курсов, в частности, государственный язык состоит из курсов японского языка, литературы и старояпонского языка, природоведение из курсов биологии, географии, физики и химии.
- Высшая школа и университеты

Высшее образование не является обязательным. Многие выпускники идут в профессиональные училища по окончании средней школы. Желающие получить поступить в университет проходят трёхлетнее обучение в высших школах. Их количество в префектуре Хиросима составляет 145 — 2 государственных, 130 открытых и 40 частных. Эти школы отличаются системами обучения — общеяпонская, специальная и заочная. Все высшие школы является профилированными — естественными или гуманитарными. Свыше 80 % выпускников этих школ успешно сдают тестовые экзамены в университет.
На территории префектуры существует 45 университетов разных типов. Они делятся на государственные, префектурные, публичные и частные. Также есть университеты краткосрочного обучения. Самым известным университетом префектуры является Хиросимский университет, который одновременно является одним из самых популярных высших учебных заведений Японии. Другими известными учреждениями являются Международный Хиросимский университет Гакуин, Городской университет Хиросимы () и Женский университет Хиросимы. В университетах работает много исследовательских центров. Общеяпонское значение имеют Хиросимский центр синхротронного излучения (HiSOR  Архивная копия от 2 мая 2012 на Wayback Machine) и Исследовательский институт радиационной биологии и медицины при Хиросимском университете.

## Транспорт
Транспортная сеть на территории префектуры Хиросима размещена неравномерно. Этому мешает горный рельеф. Северные и северо-восточные районы префектуры имеют слабо развитую транспортную инфраструктуру в сравнение с южными районами.
- Улица

На территории префектуры проходят две автодороги всеяпонского значения. Первый — это автодорога Санъё (山陽自動車道), которая размещена на древней дороге, объединяющей регионы Тюгоку и Кинки. Эта автодорога пролегает на юге префектуры вдоль побережья Внутреннего японского моря, и проходит через важные города Хацукаити, Хиросима, Хигасихиросима и Фукуяма. Вторая важная дорога — это автодорога Тюгоку (中国自動車道), которая проложена вдоль одноимённой горной гряды и проходит сквозь мало заселённые северные районы префектуры. Существует также автодорога регионального значения, которая соединяет префектуру Хиросима с Симане. Кроме этого, в городе Хиросима находится автовокзал грузовиков, который является важным транспортным узлом для скоростной передачи почты и грузов по всей Японии.
- Железнодорожный

Железнодорожные пути на территории префектуры Хиросима развиты относительно хорошо. Основная железнодорожная артерия проходит на юге, так называемая железная дорога Санъё (山陽線), которая почти совпадает с одноимённой автодорогой Санъё. Рядом с ней проложены пути скоростных поездов синкансэн. Помимо этого существует немало малых железнодорожных линий, идущих от основной дороги Санъё на север, вглубь префектуры. Практическим монополистом на железнодорожном рынке префектуры Хиросима является предприятие «Западно-японские железные дороги» (JR西日本, ), входившее в государственную компанию «Японские железные дороги» (JR), которая контролирует почти все железнодорожные колеи от севере острова Кюсю до центральных районов острова Хонсю.
В центре префектуры, городе Хиросима, вместо метро проложены пути наземной электрички, которая связывает город с соседними населёнными пунктами и облегчает перемещение пассажиров внутри него. Строительство метро в Хиросиме, расположенной в дельте, невозможно из-за непригодности почв города для капитальных подземных работ.
- Воздушное и водное сообщение

С 1993 года на территории префектуры был построен Хиросимский аэропорт. На 2007 он является крупнейшим в регионе Тюгоку. Помимо рейсов по Японии, осуществляются вылеты за границу, преимущественно в страны Азии.
Важную роль играет водное сообщение, особенно между островами Внутреннего японского моря, принадлежащими префектуре Хиросима. Основным транспортным средством между ними являются паромные корабли. На побережье находится около 44 портов, среди которых важнейшими являются порты Хиросимы, Куре, Ономити и Фукуямы.

## Средства массовой информации
- Газеты

| № | Национальные         | Региональные  |
| 1 | Асахи симбун         | Тюгоку симбун |
| 2 | Йомиури симбун       |               |
| 3 | Майнити симбун       |               |
| 4 | Нихон кэйдзай симбун |               |
| 5 | Санкэй симбун        |               |

- Телевидение

Региональные станции, имеющие определённое время вещания на национальных каналах.
| № | Национальные      | Региональные                           |
| 1 | NHK               | NHK Hiroshima                          |
| 2 | Nippon Television | Hiroshima TV (HTV)                     |
| 3 | TBS               | RCC                                    |
| 4 | Fuji TV           | Television Shin-Hiroshima System (TSS) |
| 5 | Asahi TV          | Home TV — Hiroshima                    |
| 6 | TV Tokyo          |                                        |

- Радио

| № | Национальные      | Региональные |
| 1 | Nikkei Radio (КХ) | RCC          |
| 2 | Radio NHK         |              |
| 3 | Music Bird (ФМ)   | Hiroshima FM |

## Культура
В префектуре Хиросима находится 899 важных культурных объектов и практик, которые являются основным туристическим ресурсом. Среди них 267 были определены и утверждены государством, а 632 — властями префектуры. Два объекта имеют всемирное значение.

### Мировое наследие ЮНЕСКО
- Святилище Ицукусима (с 1996) года — памятник японской дворцово-храмовой архитектуры 12 века на острове Миядзима в городе Хацукаити. Известен как «святилище на воде». В 1899 году японское правительство определило его как важное культурное достояние, а с 1952 утвердило как национальное сокровище. В святилище хранится немалое количество драгоценных вещей и раритетов XII—XIX века.
- Хиросимский мемориал мира (с 1996) — памятник атомной бомбардировки Хиросимы, бывший «Дом содействия промышленности» в городе Хиросима. Символ мира и безъядерной Земли.

### Национальные сокровища
Национальных сокровищ в префектуре Хиросима насчитывается 19.
1. Святилище Ицукусима (Хацукаити)
2. Фудоин хондо — «золотой зал» буддистского храма, построенный в 1540 году (Хиросима)[27]
3. Мёин хондо — главный зал буддистского храма, построенный в 1321 году (Фукуяма)[28]
4. Пагода Тахо храма Дзёдодзи — пагода возведена в 1328 году (Ономити)[29]
5. Дзёдози хондо — главный зал буддистского храма, построенный в 1327 году (Ономити)[30]
6. Пагода храма Кодзёдзи — трёхъярусная пагода, возведённая в 1423 году (Ономити)[31]
7. Пагода храма Мёин — пятиярусная пагода, возведённая в 1348 году (Фукуяма)[32]
8. Сутра рода Тайра — буддистские священные тексты, переписанные членами рода Тайра и подаренные святилищу Ицукусиме в 1164 году (Хацукаити)[33]
9. Образ бодхисаттвы Самантабхадры — цветное изображение бодхисаттвы, дарующее долголетие, выполненное на шёлке в 1153 году (Ономити)
10. Доспех сакуры — самурайский доспех ёрои 2-й половины XII века, сделанный из кожи, украшенный узором сакуры (Хацукаити)[34]
11. Лазуревый доспех — самурайский доспех ёрои 1446 года с лазуревыми перевязками (Хацукаити)[35]
12. Чёрный доспех — самурайский доспех домару 1446 года с чёрными перевязками (Хацукаити)[36]
13. Цветовой веер — веер, сделанный в период Хэйан (794—1185) из тонких деревянных пластинок, украшенных инкрустацией (Хацукаити)[37]
14. Золотые буддистские орудия — приборы периода Камакура (1185—1333), которые использовались во время служб в эзотерическом буддизме (Хацукаити)[38]
15. Короткий меч — самурайский меч, изготовленный в период Намбокутё (1333—1392), на котором перламутром нарисованы камоны павловнии (Хацукаити)[39]
16. Меч тати — двуручный самурайский меч, изготовленный в период Хэйан (794—1185) (Хацукаити)[40]
17. Бледно-жёлтый доспех — самурайский доспех ёрои 2-й половины 12 века с бледно-жёлтыми перевязками (Хацукаити)[41]
18. Сокровища Ицукусимы — коллекция драгоценных предметов (мечи, стрелы, колчан) периода Хэйан, которые были подарены святилищу Ицукусима монаршими лицами (Хацукаити)[42]
19. Золотописанные сутры — 7 свитков «Лотосовой сутры» и 1 свиток «Сутры Самантабхадры», переписанные Тайра-но Киёмори и подаренные святилищу Ицукусима в 1770 и 1172 годах (Хацукаити)[43]

### Ценные культурные объекты
На территории префектуры Хиросима насчитывается 495 ценных культурных объектов (重要文化財), из которых 188 утверждены государством, а остальные властями — префектуры. Они включают в себя вышеупомянутые национальные сокровища. Среди них — 103 здания, 61 картина, 133 скульптуры, 106 ремесленных изделий, 68 ценных книг и рукописей, 19 ценных археологических и 5 исторических материалов. К известным зданиям префектуры принадлежат «золотой зал» и пагода храма Сакоку-дзи в Ономити, пятиярусная пагода святилища Ицукусима в Хацукаити, замок Фукуяма, колокольня храма Фудоин и др. в Хиросиме, главный зал храма Сёриндзи в Хигасихиросиме, Собор Мира в Хиросиме и другие. Картины и скульптура представлены в основном буддистской тематикой. Исключение составляют маски для театральных действ бугаку в Хацукаити. Среди ремесленных изделий известны бронзовый колокол храма Фудоин, ряд самурайских доспехов и мечей из сокровищницы святилища Ицукусима, фарфоровая чашка имари с цветочным узором из Хиросимы и многие другие. Среди археологических памятников отмечают артефакты эпох Яёй и Кофун.
К культурным ценностям относят также ремесленные, религиозные и театральные практики. Среди ремёсел выделяют плотницкое дело, производство японских кукол и мечей. К важным религиозным и театральным практикам — традиционные танцы, а также сельские обряды, связанные с хозяйственным циклом.

### Памятники
В префектуре Хиросима насчитывается около 300 памятников, которые подразделяются на исторические (史跡), ландшафтные (名勝) и естественные (天然記念物). Среди исторических памятников отмечают курганы Мицудзё периода Кофун и остатки храма Кокубундзи в Хигасихиросиме (Хиросимский замок, остатки родового замка Мори в Акитакате) и другие. К ландшафтным памятникам относят каньон Тайсяку-кё, приморский парк Томоноура в Фукуяме, сад Сюккэйэн) в Хиросиме, сад храма Дзёдодзи в Ономити и другие. К природным достопримечательностям относят редких представителей флоры и фауны префектуры.
Кроме обычных памятников существуют особые, которые определяет государство. В префектуре Хиросима их 2 — это остров Ицукусима (Миядзима), на котором находится одноимённое святилище, а также живописный каньон Сандан-кё.

### Основные праздники
- Февраль — праздник устриц на острове Ицукусима
- Апрель — парад цветов в городе Хиросима
- Июнь
Рассаживание цветов в Мибу;
праздник музыки кангэнсай-мацури при храме Ицукусима
- Август
6 августа День памяти погибших во время атомной бомбардировки Хиросимы.
Международный аниме-фестиваль в Хиросиме